# Agostino Depretis
Agostino Depretis (Mezzana Corti (Stradella mellett), 1813. január 31. – Stradella, 1887. július 29.) olasz államférfi, három alkalommal miniszterelnök.

## Életpályája
Jogot tanult, azután ügyvédi irodát nyitott Stradellában s a nemzet felszabadításán fáradozó pártnak volt a tagja. 1849-ben Brescia kormányzója lett, azután beválasztották a szárd képviselőházba, ahol a bal párttal szavazott. 1860-ban részt vett Giuseppe Garibaldi szicíliai expedíciójában, aki Depretist a sziget helyettes diktátorává nevezte ki. Ezen hivatalában 1860. augusztus 5-én meghagyta az összes tisztviselőknek, hogy Viktor Emánuel királynak hűséget esküdjenek és új pénzt veretett a szárd király képével. Emiatt Garibaldival meghasonlott és szeptember 17-én lemondott hivataláról. 1862. március 3-án a Ratazzi-kabinetben átvette a közmunkaügyi tárcát, de 1863 február 9-én lemondott. 1866. június 28-án tengerészeti miniszter lett, amely állásban Carlo Pellion di Persano tengernagy ellen a lissai csatában tanúsított gyáva magaviselete miatt pert indított. 1867. február 4-től április 4-ig a pénzügyi tárcát is kezelte, de azután a haladó ellenzéki párt élére állott és nem nyugodott, míg nem a Consorteria kebeléből alakított minisztériumok lejárták magukat.
1876. március 18. végre miniszterelnök és pénzügyminiszter lett. Az új minisztérium azonban nem bírta pártját összetartani és a sok apró frakció kívánságát kielégíteni. A déli olaszországi képviselők elpártolása, valamint az államosított felső-olasz vasutak igazgatása ügyében kitört viszály miatt a minisztérium azonban csak decemberig tudta magát fenntartani. Bukása után a hatalom megint Depretisre szállott, ki a különböző balpárti frakciókból szemelte ki társait. Fél évvel később a képviselőház az új adófelemelést elvetette, amiért Depretis megint leköszönt. 1879  novemberében  Benedetto Cairolival együtt alakított új kabinetet, amelyben maga vállalta el a belügyi tárcát. Ő dolgozta ki a választás reformjáról szóló törvényjavaslatot, 1881-ben pedig maga állt a kormány élére. Ezen állásban megszavaztatta a reformot, kiépíttette a vasúti hálózatot, emellett lassan-lassan a konzervatív és opportunista párthoz közeledett. A kormánypárt ujjongva követte vezérét, de az ellenzék különösen azt a vádat emelte ellene, hogy a választásokra hivatalos nyomást gyakorol. 1885-ben a külügyi tárcát is elvállalta. 1887 elején a balsorstól kísért afrikai gyarmat-politika oly visszahatást okozott Olaszországban, hogy Depretis a hatalmon maradása érdekében kormányába az addig őt támadó Francesco Crispit hívta meg, akire a belügyi tárcát bízta (1887. március). Három hónappal később Depretis váratlanul elhunyt. Depretis halála után Crispi lett a miniszterelnök.

## Emlékezete
- Emlékszobrát Stradellában 1893 szeptemberében leplezték le.
- Beszédeit Zucconi és Fortunato rendezték sajtó alá (Discorsi. )
- Özvegye, Amalia, 1893 októberében Saracco szenátorral lépett újabb házasságra.